# 約羅
約羅（西班牙語：Yoro）是洪都拉斯的城市，也是約羅省的首府，位於該國北部，面積2,277平方公里，海拔高度660米，主要經濟活動有農業、畜牧業和木材業，2001年人口64,425。
15°8′N 87°8′W / 15.133°N 87.133°W